# East Meadow
Pour les articles homonymes, voir Meadow.
East Meadow est une ville du comté de Nassau, dans l'État de New York à environ une cinquantaine de kilomètres de Manhattan où travaille 86 % de la population[réf. nécessaire].
East Meadow fait partie de la grande banlieue new-yorkaise.
En 2010 la population était de 38 132 habitants.
Son code postal est « 11554 » et l'indicatif téléphonique le « 516 ».